# Marchais-Beton
Marchais-Beton foi uma comuna francesa na região administrativa de Borgonha-Franco-Condado, no departamento de Yonne. Estendia-se por uma área de 10,73 km². Em 2010 a comuna tinha 120 habitantes (densidade: 11,2 hab./km²).
Em 1 de janeiro de 2016, passou a formar parte da nova comuna de Charny Orée de Puisaye.